# Эрнст Готлиб (князь Ангальт-Плёцкау)
Эрнст Готлиб Ангальт-Плёцкауский (нем. Ernst Gottlieb von Anhalt-Plötzkau; 4 сентября 1620, Плёцкау — 7 марта 1654, Плёцкау) — князь Ангальт-Плёцкау из династии Асканиев.

## Биография
Эрнст Готлиб — старший сын князя Ангальт-Плёцкау Августа и его супруги Сибиллы Сольмс-Лаубахской, дочери графа Иоганна Георга Сольмс-Лаубахского.
Эрнст Готлиб наследовал своему отцу Августу и правил в Ангальт-Плёкау вместе со своими младшими братьями Леберехтом и Эмануэлем с 1653 года. Эрнст Готлиб умер на следующий год, спустя семь месяцев после смерти отца, до того, как его братья унаследовали Ангальт-Кётен.
Эрнст Готлиб был членом Плодоносного общества.